# Reprezentacja Finlandii na Mistrzostwach Świata w Narciarstwie Klasycznym 2009
Reprezentacja Finlandii na Mistrzostwach Świata w Narciarstwie Klasycznym 2009 liczyła 25 sportowców. Reprezentacja ta zdobyła 3 złote medale i 5 brązowych, dzięki czemu zajęła 3. miejsce w klasyfikacji medalowej.

## Medale

### Złote medale
- Biegi narciarskie kobiet, sprint drużynowy techniką klasyczną: Aino-Kaisa Saarinen, Virpi Kuitunen
- Biegi narciarskie kobiet, 10 km techniką klasyczną: Aino-Kaisa Saarinen
- Biegi narciarskie kobiet, sztafeta 4 × 5 km: Pirjo Muranen, Virpi Kuitunen, Riitta-Liisa Roponen, Aino-Kaisa Saarinen

### Srebrne medale
Brak

### Brązowe medale
- Biegi narciarskie mężczyzn, sprint drużynowy techniką klasyczną: Ville Nousiainen, Sami Jauhojärvi
- Biegi narciarskie mężczyzn, 15 km techniką klasyczną: Matti Heikkinen
- Biegi narciarskie mężczyzn, sztafeta 4 × 10 km: Matti Heikkinen, Sami Jauhojärvi, Teemu Kattilakoski, Ville Nousiainen
- Biegi narciarskie kobiet, sprint techniką dowolną: Pirjo Muranen
- Biegi narciarskie kobiet, bieg łączony 15 km: Aino-Kaisa Saarinen

## Wyniki

### Biegi narciarskie mężczyzn
Sprint
- Kalle Lassila – 18. miejsce
- Matias Strandvall – 24. miejsce
- Martti Jylhä – 33. miejsce (odpadł w kwalifikacjach)

Sprint drużynowy
- Ville Nousiainen, Sami Jauhojärvi – 3. miejsce, brązowy medal

Bieg na 15 km
- Matti Heikkinen – 3. miejsce, brązowy medal
- Sami Jauhojärvi – 12. miejsce
- Ville Nousiainen – nie ukończył

Bieg na 30 km
- Sami Jauhojärvi – 8. miejsce
- Matti Heikkinen – 11. miejsce
- Ville Nousiainen – 18. miejsce

Bieg na 50 km
- Teemu Kattilakoski – 8. miejsce
- Juha Lallukka – 15. miejsce
- Ville Nousiainen – 26. miejsce
- Matti Heikkinen – 38. miejsce

Sztafeta 4 × 10 km
- Matti Heikkinen, Sami Jauhojärvi, Teemu Kattilakoski, Ville Nousiainen – 3. miejsce, brązowy medal

### Biegi narciarskie kobiet
Sprint
- Pirjo Muranen – 3. miejsce, brązowy medal
- Riitta-Liisa Roponen – 15. miejsce
- Riikka Sarasoja – 21. miejsce
- Kirsi Perälä – 24. miejsce

Sprint drużynowy
- Aino-Kaisa Saarinen, Virpi Kuitunen – 1. miejsce, złoty medal

Bieg na 10 km
- Aino-Kaisa Saarinen – 1. miejsce, złoty medal
- Virpi Kuitunen – 4. miejsce
- Pirjo Muranen – 7. miejsce
- Krista Lähteenmäki – 37. miejsce

Bieg na 15 km
- Aino-Kaisa Saarinen – 3. miejsce, brązowy medal
- Virpi Kuitunen – 13. miejsce
- Riitta-Liisa Roponen – 23. miejsce
- Riikka Sarasoja – 24. miejsce

Bieg na 30 km
- Riitta-Liisa Roponen – 6. miejsce
- Aino Kaisa Saarinen – 7. miejsce
- Pirjo Muranen – 10. miejsce
- Riikka Sarasoja – 25. miejsce
- Virpi Kuitunen – nie ukończyła

Sztafeta 4 × 5 km
- Pirjo Muranen, Virpi Kuitunen, Riitta-Liisa Roponen, Aino-Kaisa Saarinen – 1. miejsce, złoty medal

### Kombinacja norweska
Gundersen HS 134 / 10 km
- Janne Ryynänen – 4. miejsce
- Lauri Asikainen – 33. miejsce
- Jaakko Tallus – 39. miejsce
- Anssi Koivuranta – nie wystartował

Start masowy (10 km + 2 serie skoków na skoczni K90)
- Anssi Koivuranta – 4. miejsce
- Jaakko Tallus – 9. miejsce
- Janne Ryynänen – 11. miejsce
- Lauri Asikainen – 47. miejsce

Gundersen (1 seria skoków na skoczni K90 + 10 km)
- Anssi Koivuranta – 4. miejsce
- Janne Ryynänen – 15. miejsce
- Jaakko Tallus – 18. miejsce
- Jim Haertull – 51. miejsce

Kombinacja drużynowa
- Jaakko Tallus, Lauri Asikainen, Jim Haertull, Janne Ryynänen – 8. miejsce

### Skoki narciarskie mężczyzn
Normalna skocznia indywidualnie HS 100
- Ville Larinto – 7. miejsce
- Harri Olli – 13. miejsce
- Kalle Keituri – 29. miejsce
- Matti Hautamäki – 36. miejsce

Duża skocznia indywidualnie HS 134
- Matti Hautamäki – 11. miejsce
- Ville Larinto – 12. miejsce
- Harri Olli – 21. miejsce
- Kalle Keituri – 31. miejsce

Duża skocznia drużynowo HS 134
- Matti Hautamäki, Kalle Keituri, Ville Larinto, Harri Olli – 6. miejsce

### Skoki narciarskie kobiet
Normalna skocznia indywidualnie HS 100
- Julia Kykkänen – 26. miejsce